# Centrale (pallavolo)

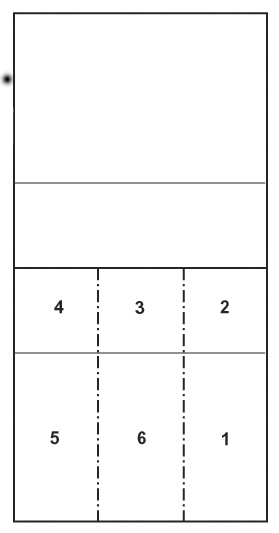
Zone del campo di gioco, il centrale attacca dalla 3.

Il centrale o "centro" è un ruolo della pallavolo, chiamato così perché il giocatore attacca dalla posizione centrale della prima linea, detta zona 3. Di norma quando il centrale ruota in seconda linea, una volta concluso il suo turno di servizio, viene sostituito dal libero

## Il ruolo

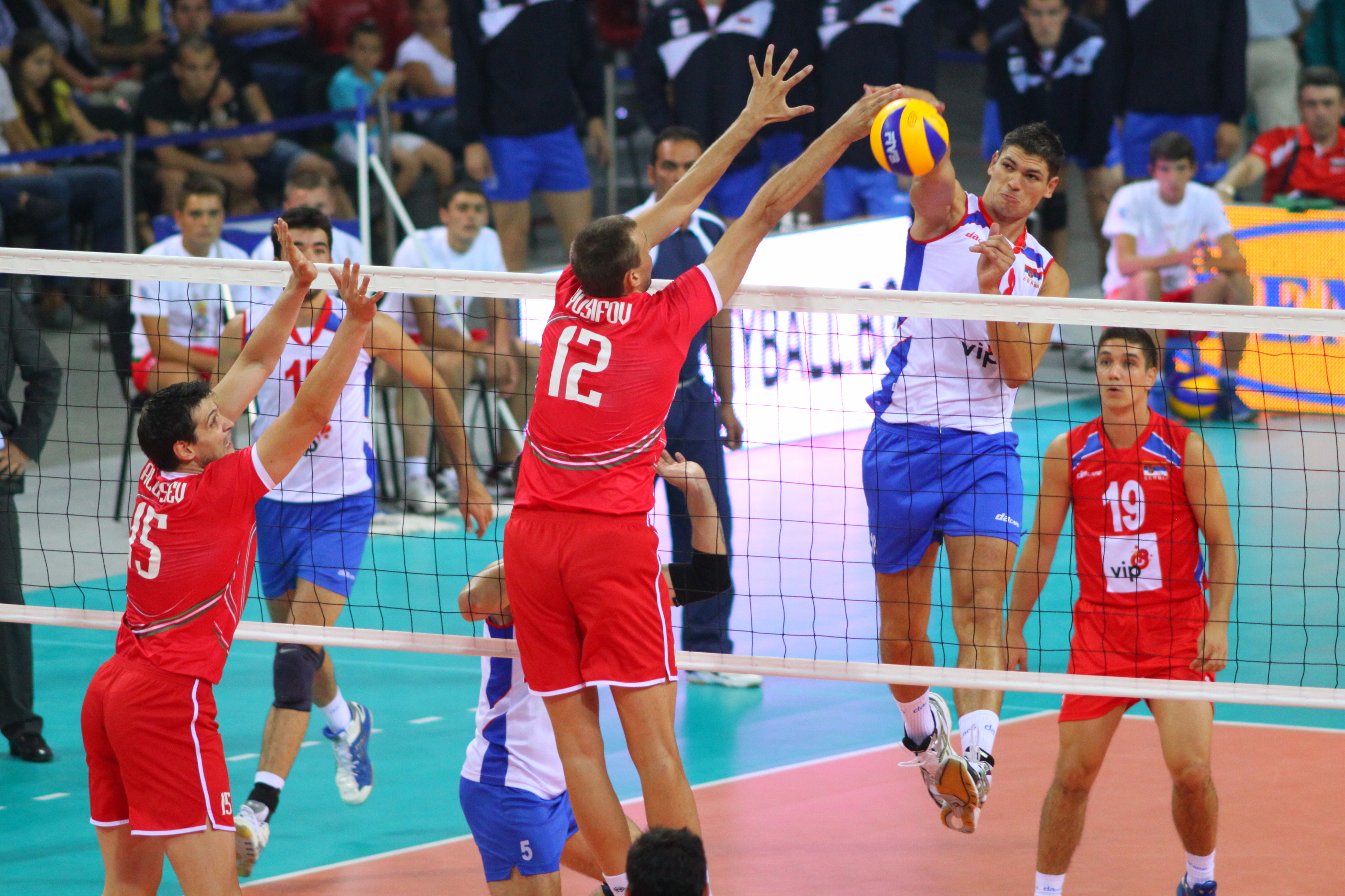
Marko Podraščanin in attacco di "primo tempo" contrastato da Viktor Josifov

Il centrale viene impegnato più spesso a muro degli altri giocatori perché deve "raddoppiare", ovvero assistere il muro sia da posto 4 sia da posto 2 oltre alla possibilità che attacchi il centrale avversario.
Il centrale attacca soprattutto il "primo tempo" (o "veloce"), cioè una palla rapidissima in cui il centrale salta assieme al pallone (o prima) per anticipare il muro avversario. Sia nel femminile sia nel maschile il centrale attacca anche la 2: un primo tempo che il palleggiatore gioca dietro di sé spiazzando la difesa avversaria. Un altro attacco del centrale è la 7: un primo tempo spostato di circa 2,5 metri davanti al palleggiatore.
Nella pallavolo moderna quasi sempre il centrale, nelle rotazioni in cui si trova in zona di difesa, viene sostituito dal libero non appena terminato il suo turno di servizio, durante il quale è impegnato anche nella difesa di zona 5. Il centrale non è quindi necessariamente un ricettore, dato che viene a trovarsi raramente in queste situazioni di gioco.
Caratteristiche principali del centrale sono l'altezza, l'elevazione (soprattutto senza rincorsa) e la rapidità negli spostamenti laterali, infatti l'efficacia dell'attacco dal centro è appunto nella velocità con la quale parte la schiacciata.